# 圆叶锦葵
圆叶锦葵（学名：Malva pusilla）是锦葵科锦葵属的植物。分布于亚洲、欧洲以及中国大陆的四川、河北、新疆、山西、山东、贵州、西藏、甘肃、陕西、安徽、江苏、云南、河南等地，生长于海拔600米至4,000米的地区，多生在荒野和草坡，目前尚未由人工引种栽培。

## 别名
野锦葵、金爬齿（山东），托盘果（江苏），烧饼花（甘肃）。